# Liste des édifices religieux d'Angers

## Disparus
- Carmes d'Angers, rue des Carmes ;
- Chapelle Notre-Dame-de-la-Porte-de-Fer ;
- Chapelle Saint-Eutrope ;
- Chapelle Saint-Geoffroy ;
- Chapelle Sainte-Geneviève ;
- Collégiale Saint-Laud ;
- Collégiale Saint-Lézin, rue Saint-Julien anciennement Saint-Jean-Baptiste ;
- Collégiale Saint-Maurille, place du Ralliement ;
- Collégiale Saint-Pierre, place du Ralliement ;
- Collégiale Saint-Saturnin et Saint-Mainbœuf, place du Ralliement ;
- Église Notre-Dame-de-Recouvrance ;
- Église Saint-Aignan, rue Saint-Aignan ;
- Église Saint-Blaise, rue Grandet ;
- Église Saint-Denis Prieuré de la Trinité de l'Esvière ;
- Église Saint-Evroult, rue Saint-Evroult ;
- Église Saint-Michel-du-Tertre, rue Jules Guitton ;
- Église Saint-Michel-la-Palud, rue Saint-Aubin ;
- Église Saint-Paul, avenue René Gasnier ;
- Église Sainte-Croix, place Sainte-Croix ;
- Église Saint-Pie X de la Fraternité Sacerdotale, 109a rue Jean Jaurès ;
- Léproserie de la Madeleine ;
- Prieuré Saint-Gilles-du-Verger ;
- Temple dit église évangélique du Témoignage, rue Tousaint ;
- Couvent Petites Sœurs des Pauvres, impasse jeanne Jugan ;
- Couvent des Dames de la Croix, rue Lionnaise ;

## Existants
Certains édifices listés ci-dessous ont perdu leur fonction strictement religieuse : par exemple, l'abbatiale du Ronceray appartient à la Ville, et Saint-Nicolas est devenu en partie une maison de retraite.
- Abbaye du Ronceray, rue de la Censerie ;
- Abbaye Saint-Aubin, place Michel Debré (préfecture) ;
- Abbaye Saint-Nicolas, rue Ambroise Paré ;
- Abbaye Saint-Serge, avec chapelle Saint-Serge, avenue Marie Tallet (lycée Joachim du Bellay) ;
- Abbaye Toussaint, rue Toussaint ;
- Cathédrale Saint-Maurice, place Monseigneur Chappoulie et Résidence épiscopale ;
- Église du Bon Pasteur, rue Brault ;
- Église Notre-Dame des Victoires, place Louis Imbach ;
- Église Saint-Antoine, rue Beranger ;
- Église Saint-Augustin-lès-Angers, chemin du Prieuré ;
- Église Saint-Jacques, rue Saint-Jacques ;
- Église Saint-Jean, rue de Normandie ;
- Église Saint-Joseph, rue des Jardins ;
- Église Saint-Laud, place de l'Académie ;
- Église Saint-Léonard, rue Saint-Léonard ;
- Église Saint-Martin, rue Saint-Martin ;
- Église Saint-Martin-des-Champs, boulevard Abbé Edouard Chauvat ;
- Église du Saint-Sépulcre, rue Ballée ;
- Église Saint-Serge, avenue Marie Tallet ;
- Église de la Trinité, place de la Laiterie ;
- Église Saint-Pierre-de-la-Croix-Blanche, Square Henri Cormeau ;
- Église Saint-Samson, rue Boreau ;
- Église Sainte-Bernadette, rue Lecarno ;
- Église Sainte-Madeleine, rue Saumuroise ;
- Église Sainte-Marie, rue Belle Beille ;
- Église Sainte-Thérèse, place Sainte-Thérèse ;
- Église de la Visitation, rue de Frémur (archives départementales) ;
- Chapelle des Cordeliers de la Beaumette, place Albert Cheux ;
- Chapelle des Augustines du Sacré-Cœur de Marie, rue de la Madeleine ;
- Chapelle des Capucins, rue Faidherbe ;
- Chapelle du Carmel, rue Lionnaise ;
- Chapelle du château Genest-Launay, rue Joseph Cussonneau ;
- Chapelle au cimetière de L'Est, rue Larévellière ;
- Chapelle congrégation des Filles de la Charité de Sacré-Cœur de Jésus, rue Vollier ;
- Chapelle congrégation des Petites Sœurs de Saint-François, rue de la Chèvre ;
- Chapelle congrégation des Filles de la Charité de Sainte-Marie, rue Valentin Hauy (maison de retraite) ;
- Chapelle du Crucifix, rue Gay Lussac elle fut aussi appelée Notre-Dame-de-Pitié;
- Chapelle funéraire de la famille Thouin, rue bruyère ;
- Couvent des Jacobins, place Freppel (gendarmerie) ;
- Chapelle des Jésuites, boulevard Saint-Michel (habitation) ;
- Chapelle du lycée David d'Angers, rue Paul Langevin ;
- Chapelle (nouvelle maison de retraite), impasse Jeanne Jugan ;
- Chapelle du Manoir du Grand Nozay, boulevard Gallieni ;
- Chapelle des Franciscains de Sainte-Marie des Anges, rue d'Esvière (maison de retraite Notre-Dame d'Esvière) ;
- Chapelle de la Passion des frères mineurs dits des frères sacs, rue de la Harpe ;
- chapelle du prieuré Saint-Aubin, Ile Saint-Aubin ;
- Chapelle des Bénédictins du Calvaire, rue Vauvert ;
- Chapelle Saint-Charles, boulevard Georges Clémenceau ;
- Centre diocésain Saint-Jean, rue Barra ;
- Chapelle Saint-Jean, rue de la barre (collège Saint-Jean de la Barre) ;
- Chapelle de l'Hôpital Saint-Jean-l'Évangéliste, rue Gay Lussac ;
- Chapelle Saint-Jean-Baptiste du château ;
- Chapelle Saint-Martin (maison de retraite), rue du Figuier ;
- Chapelle du Saint-Sacrement, rue Cordelle (désaffectée) ;
- Chapelle Saint-Thomas d'Aquin de l'université, rue Jean De Lafontaine ;
- Chapelle Sainte-Anne, parc Bellefontaine ;
- Chapelle Sainte-Anne avenue Montaigne (maison des Arts) ;
- Chapelle Sainte-Marie, rue Belle Beille ;
- Chapelle de l'hôpital Sainte-Marie, rue Larrey ;
- Chapelle des Sœurs de la Sagesse, parvis Saint-Maurice ;
- Chapelle des Ursulines, rue des Ursulines ;
- Chapelle Saint-Lazare, rue Saint-Lazare ;
- Prieuré de la Papillaie, chemin de la Papillaie (ruines) ;
- Chapelle des Templiers, rue du Temple (désaffectée) ;
- Mosquée d'Angers (rue Doyenné) ;
- Synagogue d'Angers, rue Valdemaine (ancienne) ;
- Synagogue d'Angers, rue Gay Lussac ;
- Temple protestant rue du Musée.
- Couvent des Augustins.
- Couvent du Carmel.
- Monastère de Nazareth.